# André Tourné
André Tourné (Vilallonga de la Salanca, 9 d'agost del 1915 - Perpinyà, 18 d'octubre del 2001) fou un polític comunista nord-català, diputat a l'Assemblea Nacional Francesa.

## Biografia
Ingressà a les Joventuts Comunistes Franceses el 1930 i marxà a la guerra civil espanyola com a voluntari a les Brigades Internacionals. El juny del 1940 fou ferit a Alsàcia i fet presoner. El 1942 es va unir a la Resistència francesa a Lió i el 1944 fou encarregat de la direcció dels Franctiradors i Partisans amb el nom Lepetit. El 27 d'agost del 1944 fou ferit en combat, cosa que li provocà l'amputació de l'avantbraç esquerre i diversos dits de la mà dreta. Per això va rebre la Creu de Guerra i la Legió d'Honor. Des del 1948 s'encarregà de la direcció de Le Travailleur Catalan.
Fou elegit per primer cop diputat pel Partit Comunista Francès (PCF) per la segona circumscripció dels Pirineus Orientals a les eleccions legislatives franceses de novembre de 1946, fou reescollit a les de 1951 i 1956. Durant les tres legislatures va presentar més de dos-cents projectes de llei; com a viticultor, era força sensibilitzat amb els problemes del món rural. També s'interessà per la situació dels veterans de guerra, inclosos els invàlids, va actuar en nom dels reclutes i es va oposar a enviar tropes a Indoxina.
A nivell local, també fou conseller general del cantó de Perpinyà (1956-1951) i vicepresident del Consell General dels Pirineus Orientals, així com conseller del Cantó de Prada el 1955-1973.
A les eleccions de 1958 fou batut per Arthur Conte. Fou novament reelegit a les eleccions legislatives franceses de 1962, 1967, 1973, 1978 i 1981.